# Моћне девојчице (ТВ серија из 2016)
Моћне девојчице (енгл. The Powerpuff Girls) америчка је анимирана суперхеројско-акциона телевизијска серија и рибут истоимене серије творца Крејга Макракена. Први пут је најављена 16. јуна 2014. године. Годину дана касније, најављено је да ће у њој бити представљени нови гласовни глумци за главне ликове. Премијера серије била је 4. априла 2016. у Сједињеним Државама и Канади, 21. априла 2016. у Италији и 25. априла 2016. године у Немачкој. Серија је отказана 16. јуна 2019. године.
Премијера серије била је 16. јула 2021. године у Србији на HBO Go-у. Српску синхронизацију радио је студио Gold Diginet.

## Радња
Моћне девојчице представљају Блосом, Баблс и Батеркап, три суперхероја чија је сврха смањење криминала док живe нормално детињство.

## Ликови
- Блосом Утонијум (оригинални глас позајмљује Аманда Лејтон, српски глас позајмљује Снежана Јеремић Нешковић)
- Баблс Утонијум (оригинални глас позајмљује Кристен Ли, српски глас позајмљује Марија Огњеновић)
- Батеркап Утонијум (оригинални глас позајмљује Натали Паламидис, српски глас позајљмује Михаела Стаменковић)

## Епизоде
| Сезона | Сезона   | Епизоде  | Епизоде  | Оригинално емитовање | Оригинално емитовање |
| Сезона | Сезона   | Епизоде  | Епизоде  | Премијера            | Финале               |
| ------ | -------- | -------- | -------- | -------------------- | -------------------- |
|        | 1.       | 39       | 39       | 4. април 2016.       | 1. децембар 2016.    |
|        | 2.       | 40       | 40       | 3. март 2017.        | 13. мај 2018.        |
|        | 3.       | 40       | 40       | 8. април 2018.       | 16. јун 2019.        |
|        | Кратке   | 10       | 5        | 15. фебруар 2016.    | 24. јун 2016.        |
|        | Кратке   | 10       | 5        | 3. март 2017.        | 18. септембар 2017.  |
|        | Специјал | Специјал | Специјал | 30. јун 2016.        | 30. јун 2016.        |

## Продукција
објавио је 16. јуна 2014. да прави рибут серије Моћне девојчице, коју би требало да продуцира Cartoon Network Studios. У свом апфронту из 2015. године за 19. фебруар, мрежа је објавила да ће Ник Џенингс, који је био уметнички редитељ серија Сунђер Боб Коцкалоне и Време је за авантуру, бити њен извршни продуцент. Боб Бојл, који је раније продуцирао серију Кларенс, створио је серије Јин Јанг Јо! Jetix-а и Вау! Вау! Вабзи! Nick Jr.-а и такође био бивши продуцент и уметнички редитељ анимираних серија Чудновили родитељи и Дени Фантом Буча Хартмана, такође ће продуцирати. У међувремену, Крејг Макракен, творац оригиналне серије, не би радио на серији. Макракен је на Twitter-у изјавио да су руководиоци Cartoon Network-а размишљали да га врате у рибут, али га је његов уговор са Disney Television Animation-а спречио томе. Аманда Лејтон, Кристен Ли и Натали Паламидис најављене су као нове гласовне глумице главних ликова који играју Блосом, Баблс и Батеркап, замењујући оригиналне гласовне глумце Кети Кавадини, Тару Стронг и Елизабет Дајли. Међутим, Том Кени понавља своје улоге градоначелника и наратора, док Том Кејн понавља улогу професора Утонијума и Њега. У априлу 2016. године, Џенингс је открио да су продуценти размишљали о враћању оригиналних гласовних глумаца за нову серију, али је одлучио да ће промена улога улити нову енергију. Након што је мрежа открила више промотивних слика из нове серије у јуну 2015. године, писци са веб-сајтова описали су визуелни изглед сличним оригиналној серији, упркос специјалу Dance Pantsed за 15. годишњицу, који је приказан 20. јануара 2014, са другачијим уметничким стилом приказаним у 3D-у. У међувремену, Роџер Џексон понавља улогу као Моџо Џоџо и Џенифер Хејл као госпођа Кин, али не и као принцеза Богатица. Дана 26. маја 2016. године, Натали Паламидис је потврдила да је серија обновљена за другу сезону. Рибут је имао кросовер са серијом Мали титани напред! који је приказан 30. јуна 2016. године. Дана 17. септембра 2017. године, додата је нова и четврта Моћна девојчица по имену Блис у 5-делном специјалу рибута „Моћ четворке”. Пре издања, један снимак Блис процурио је на Cartoon Network Русија.

## Емитовање
Премијера серије била је 4. априла 2016. године у Сједињеним Државама на Cartoon Network-у. Премијера је такође била истог дана у Канади на Cartoon Network-у. Серија је издата 9. априла широм азијко-пацифичког региона и 30. априла у Африци. Премијера је била 25. априла у Уједињеном Краљевству и Ирској на Cartoon Network-у и 7. новембра на CITV-ју и емитовала се 17. октобра 2016. године на сестринском каналу Boomerang-у. Премијера је била 9. априла у Аустралији на Cartoon Network-у и додатно се емитује на -у. Премијера је била 2. маја 2016. године на Филипинима на Cartoon Network-у на енглеском.
Премијера серије била је 1. новембра 2016. године у Сједињеним Државама и Латинској Америци на сестринском каналу Cartoon Network-а, Boomerang-у.
Премијера серије била је 29. априла 2016. у средњем истоку на Cartoon Network Arabic-у и 2017. године на Cartoon Network Arabic-у. Премијера серије била је 2016. и 2017. године у Индији на Cartoon Network-у и такође се емитује на -у.
Серија се у копненој Кини емитује на -у.

## Пријем

### Критични одговор
Серија је наишла на мешовите критике критичара. Хенри Солотаров-Вебер из The Badger Herald уживао је у серији, рекавши: „Све у свему, ова нова изведба класичног анимираног програма тријумф је у мојим очима. Обухваћа много онога што је последњу емисију учинило тако важном за децу да је виде, а још увек се темељито гребу. носталгија свраб за оне који желе да се врате.” IGN је премијерној епизоди „Мушкарцовање” дао оцену 8,0 од 10, рекавши „Иако ће се за нови глас бити потребно мало навикавања, а одсуство Кети Кавадини, Таре Стронг и Елизабет Дајли снажно се осећа, емисија и даље успева ухвати суштину Моћних девојчица.” The Nerdist је за прве две епизоде дао 4,5 од 5, рекавши „ако вам се свидела оригинална емисија, велике су шансе да ће вам се свидети ове нове епизоде.” Screen Rant дао јој је позитивну критику, рекавши „Иако оживљавање није баш погодило оно због чега се публика заљубила у оригиналну серију Макракена, Моћне девојчице је одличан додатак франшизи.” Collider јој је доделио 4 звездице, рекавши „вреди погледати нову верзију Моћних девојчица самостално, јер је то солидан цртани који испуњава своја обећања.”
The Occidental Weekly жалио се да серији „недостаје беспрекорни комични тренутак и духовитост оригинала” и назвао је гласовну глуму „у најбољем случају осредњом”, истовремено критикујући писање, које је сматрало подређеним. Slate је био критичан према „самосвесним феминистичким призвуцима” емисије и упоредио је емисију неповољно са оригиналном, посебно са епизодом друге сезоне „The Powerpuff Girls' Best Rainy Day Adventure Ever”. Polygon је критиковао да је емисија изгубила оно што су сматрали да је оригинал толико посебан: „борба изгледа као накнадна мисао, као да Cartoon Network жели да девојке одржи на сигурној удаљености од свађе”, а да је емисија „корак уназад, а не напред”. Џесика Шварц из Inverse-а рекла је да нови гледаоци можда неће знати ко су зликовци нити које су њихове мотивације, јер није дат увод у ликове. Шварц је такође рекла да се емисија превише фокусира на главне ликове и у целини је назвала „осредњим цртаним”. Шелби Вотсон из The All State-а похвалила је гласовну глуму емисије, али је критиковала све већи фокус емисије на породични живот девојака, а не на борбу против криминала, а посебно је била критична према анимацији, написавши: „Анимација је изван лење ... уметности сам правац је катастрофалан. Аниматори рутински заборављају властита правила о томе како анимирати своје ликове, што доводи до раздвојеног стила који једноставно наилази на то да аниматоре није брига.” Вотсон је такође приметила и друге техничке проблеме у серији, попут недоследности у дизајну ликова или злоупотребе перспективе, рекавши да се они „не би смели догађати у професионалном студију.”
Упркос мешовитом пријему и ниском рејтингу у родним Сједињеним Државама, рибут је примио позитивније и наишао је на већу гледаност у Европи од емитовања на FTA мрежама у Великој Британији, Француској и Пољској.

### Оригиналне улоге и екипа
Пре емитовањасерије, Кавадини, Дајли и Стронг биле су незадовољне што су сазнале да су главни ликови преобликовани; Стронг ју је на Twitter-у назвао „убодом у срце”. Стронг је у фебруару објавила да је ово била „строго креативна” одлука мреже, иако је у јуну исте године рекла да мрежа никада није контактирала ниједну од три глумице пре одлуке о промени улога. У интервјуу за The Comic Book Cast у мају 2015. године, Кени је тврдио да Макракен „заиста даје свој благослов”, али је у мају 2016. Макракен то порекао на својим објавама на Twitter-у, коментаришући да новом рибуту никада није дао службени благослов. Макракен је рекао да се надао да ће Cartoon Network зауставити своје планове за рибутом оригиналне имовине серије Моћне девојчице, али такође је из финансијског угла признао зашто је нова серија наручена. Међутим, на New York Comic Con-у 2017. године, Стронг је изјавила да није имала зле воље према новој глумачкој постави и дала је емисију свој благослов.

### Контроверзе
Епизода прве сезоне „Роже, слатки роже” добила је надзор медија након што је обрада трансродних тема у епизоди подстакла критике ЛГБТ гледалаца. Сулагна Мисра, пишући за званични веб-сајт Fusion-а, описала је лика Донија као „занимљиву метафору трансродног идентитета”, али је видела лошу процену у избору да трансформисани лик представи као чудовиште. Открила је да је већа тема о идентитету обрнута тако што је радњу учинила тако „замршеном” и више би волела да је монструозна трансформација лика уместо тога била привремени гег. Мари Солис из Mic такође је епизоду посматрала као неуспели покушај преношења социјалних питања, упоредо са епизодом „Уврнута сестра” из серије Моћне девојчице из 1998. године, у којој главни јунаци дочарају ментално ометену и физички деформисану сестру. Доријан Доз из часописа Bitch био је изузетно критичан према епизоди, назвавши њену поруку упитном и опасном након полемике око House Bill 2. Доз је епизоду осудио као неодговорну према примарној демографској категорији серије и сматрао је да је написана искључиво како би се продуценти осећали исправно због њиховог укључивања трансродних тема. На крају је откривено да писац епизоде није ни намеравао да епизода говори о родном идентитету, већ је она само пласирана као таква.
Такође су направљене женске модификације које су укључивале лик госпође Белум која је отписана из емисије. У интервјуу за Los Angeles Times, Ник Џенингс је објаснио „Осећали смо као да госпођа Белум у овом тренутку није баш индикативна за врсту размене порука које смо желели да издајемо, па смо је некако напустили ... И то је са наше стране био добар избор”. Ова промена изазвала је негативан одговор критичара и обожавалаца оригиналне емисије, који су се жалили да је уклањање лика госпође Белум (као и злобност Седузе која је у потпуности избачена из емисије) негирала феминистичку поруку рибута.

### Награде и номинације
| Година | Награда                       | Категорија                                                                    | Номиновани | Резултат   |
| ------ | ----------------------------- | ----------------------------------------------------------------------------- | --- | ---------- |
| 2016.  | награда Еми за ударне термине | најбољи анимирани програм кратке форме                                        | Ник Џенингс, Роб Сорхер, Брајан Милер, Џенифер Пелфри, Кертис Лелаш, Боб Бојл, Пармел Хајнз, Хејли Манкини, Кајл Нењволд, Бенџамин Цароу, Џејк Голдман, Џулија „Фици” Фицморис, Роберт Алварез и Ричард Коладо (за „Некада давно у Таунсвилу”) | Номинација |
| 2017.  | награда Грејси                | национална породична серија                                                   | Моћне девојчице | Освојено   |
| 2018.  | награда Ени                   | најбоље достигнуће за музику у анимираној телевизијској/емитованој продукцији | Мајк Реган и Боб Бојл (за „Home, Sweet Homesick”) | Номинација |